# Sleeping in My Car
Sleeping in My Car – singel szwedzkiego duetu Roxette. Został wydany w marcu 1994 r. jako pierwszy singel promujący album Crash! Boom! Bang!.

## Utwory
- Sleeping in My Car
- The Look (MTV Unplugged)
- Sleeping In My Car (The Stockholm Demo Version)